# Chaudenay, Saône-et-Loire
Chaudenay là một xã ở tỉnh Saône-et-Loire, vùng Bourgogne-Franche-Comté, Pháp.
Theo điều tra dân số năm 1999 có 830 dân.